# VIII Universiade
Gli VIII Giochi Mondiali universitari o Universiadi si tennero a Roma dal 18 al 21 settembre 1975.
La struttura ospite fu quella dello stadio Olimpico dove si tennero le cerimonie d'apertura e chiusura e le gare d'atletica.

## Assegnazione
Originariamente assegnate a Belgrado, a novembre 1974 la capitale jugoslava dovette recedere dall'organizzazione per motivi economici, dovendo far fronte all'inflazione e dirottare le spese alla gestione dei danni occorsi in seguito alle alluvioni che avevano colpito il Paese; a febbraio 1975 fu designata Roma come nuova città ospite, se pure di un'edizione limitata solo all'atletica leggera per mancanza di tempo.

## Le Universiadi
Alla competizione presero parte 468 atleti provenienti da 38 paesi.
I giochi furono caratterizzati dal boicottaggio di 28 nazioni africane e della Repubblica di Cina, che non parteciparono alla manifestazione per protestare contro i legami sportivi tra la Nuova Zelanda e il Sudafrica.

## Sport
- Atletica leggera (dettagli)

## Impianti
Per l'VIII Universiade fu utilizzato un solo impianto, lo stadio Olimpico di Roma.
| Città | Impianto        | Capacità | Sport                 |
| ----- | --------------- | -------- | --------------------- |
| Roma  | Stadio Olimpico | 90 000   | Cerimonia di apertura |
| Roma  | Stadio Olimpico | 90 000   | Cerimonia di chiusura |
| Roma  | Stadio Olimpico | 90 000   | Atletica leggera      |

## Medagliere

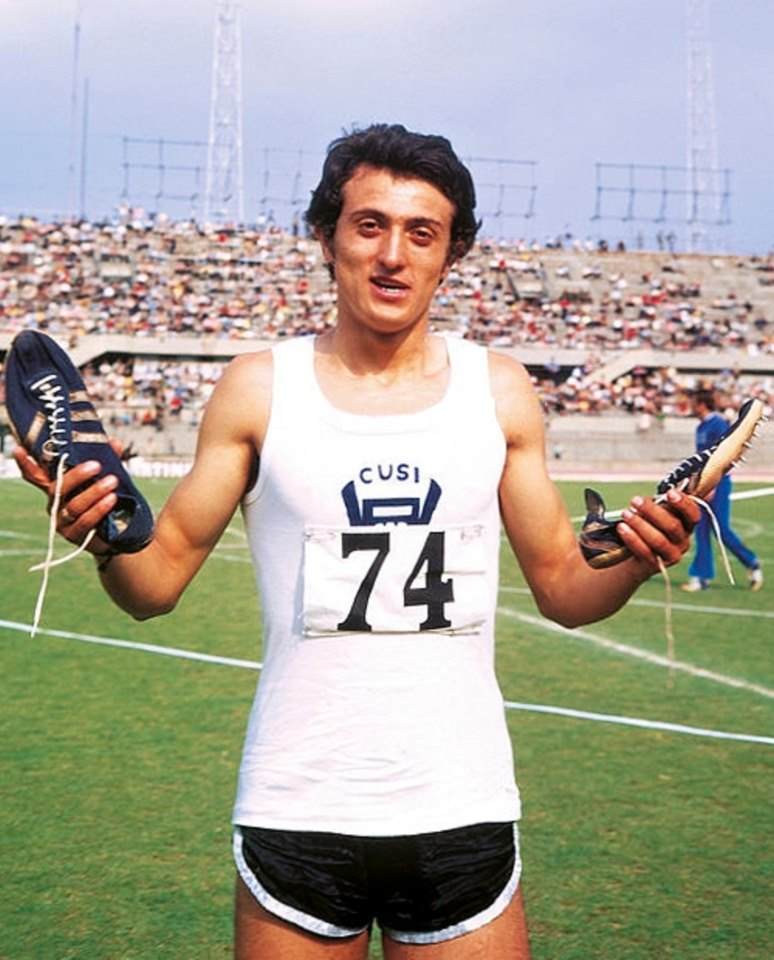
Pietro Mennea alle Universiadi di Roma 1975, dove vinse la medaglia d'oro nei 100 m e 200 m.

| Pos.   | Nazione          |    |    |    | Tot. |
| ------ | ---------------- | -- | -- | -- | ---- |
| 1      | Unione Sovietica | 7  | 5  | 11 | 23   |
| 2      | Polonia          | 7  | 3  | 1  | 11   |
| 3      | Italia           | 5  | 1  | 1  | 7    |
| 4      | Germania Ovest   | 3  | 2  | 2  | 7    |
| 5      | Finlandia        | 3  | 2  | 0  | 5    |
| 6      | Romania          | 2  | 6  | 4  | 12   |
| 7      | Stati Uniti      | 2  | 4  | 0  | 6    |
| 8      | Bulgaria         | 2  | 0  | 4  | 6    |
| 9      | Canada           | 1  | 4  | 2  | 7    |
| 10     | Francia          | 1  | 1  | 1  | 3    |
| 11     | Cecoslovacchia   | 1  | 1  | 0  | 2    |
| 12     | Austria          | 1  | 0  | 0  | 1    |
| 13     | Jugoslavia       | 0  | 3  | 4  | 7    |
| 14     | Ungheria         | 0  | 2  | 0  | 2    |
| 15     | Regno Unito      | 0  | 1  | 2  | 3    |
| 16     | Algeria          | 0  | 0  | 1  | 1    |
| 16     | Nigeria          | 0  | 0  | 1  | 1    |
| 16     | Svezia           | 0  | 0  | 1  | 1    |
| Totale | Totale           | 35 | 35 | 35 | 105  |